# 217 (عدد)

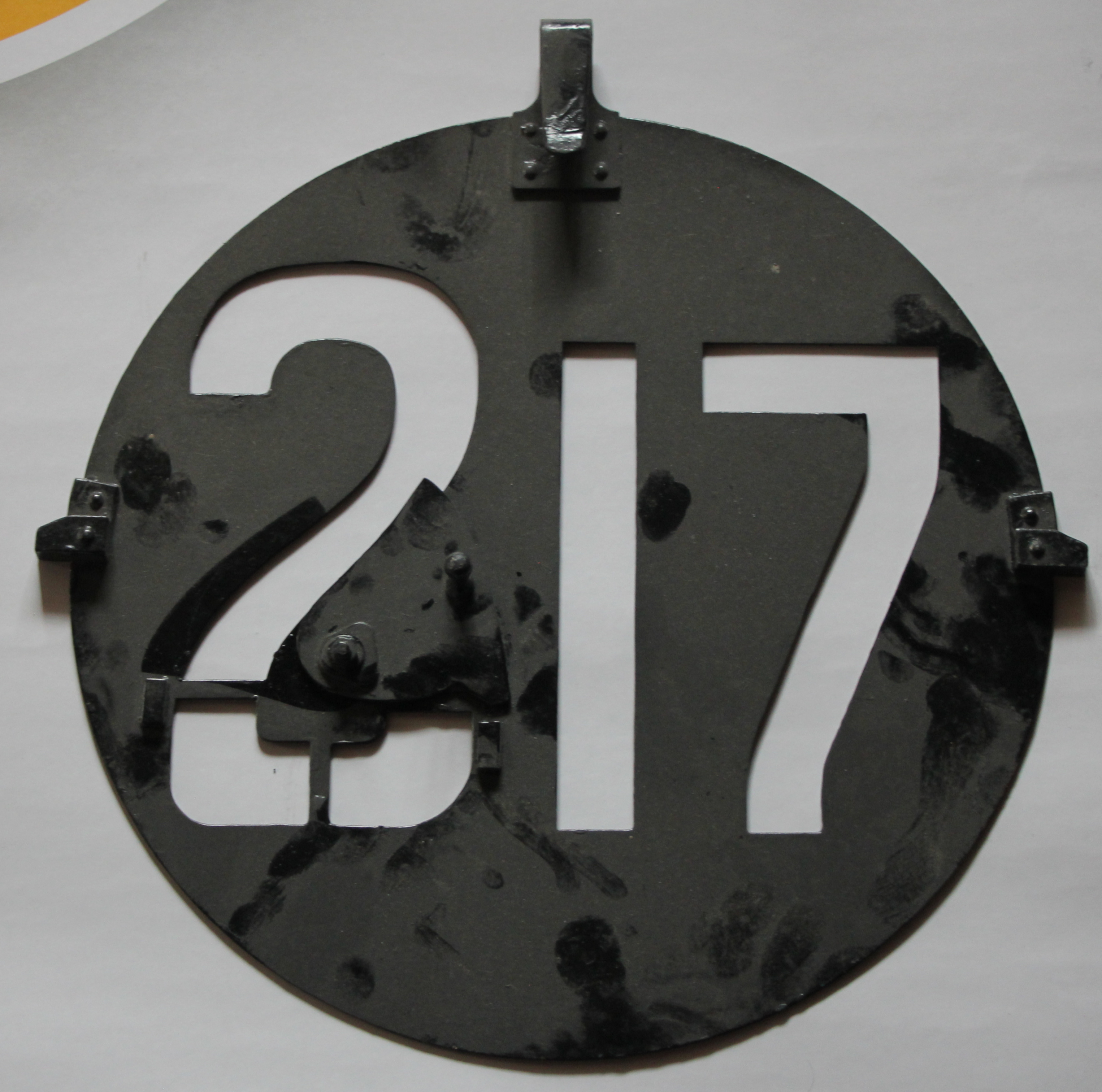
صورة التقطت لرقم 217

217 هو عدد صحيح  طبيعي بين 216 و218

## في الرياضيات

### خصائص
- 217عدد فردي
- 217عدد ناقص
- 217 عدد مضلعي (12 أضلاع-...)